# Grenade RG-41
La grenade RG-41 était une grenade à fragmentation soviétique développée pendant la Seconde Guerre mondiale. Elle fut fabriquée pendant peu de temps de 1941 à 1942 avant d'être remplacée par la RG-42.
Elle contenait 150 g d'explosif dans une enveloppe cylindrique ; son poids total était d'environ 440 grammes. La grenade pouvait être lancée à 30 à 50 mètres. Son rayon létal était de 5 mètres ; son rayon mortel maximal allait jusqu'à 15 mètres.